# Ganancia de punto
La ganancia de punto es un fenómeno de la impresión industrial y de todo sistema de impresión incluyendo las artes gráficas que se define como los puntos impresos son más grandes de lo esperado. 
Esto causa que al observar la imagen impresa luzca opaca, oscurecida y sin el color esperado. Este problema se vuelve más notorio en los tonos medios y las sombras.

## Causas

### ImpresiónOffset
La ganancia de punto se puede presentar en diferentes procesos: si se usa el sistema CTF, puede ocurrir que las películas negativas queden mal reveladas o al momento de copiarla en una placa, tenga sobreexposición, levantamiento o mal revelado. De esta manera, si la placa llega a la impresora con estos defectos, se le suma la ganancia de punto adicional que tiene la máquina.
Otra causa de la ganancia en placas es usar una lineatura inapropiada para el tipo de material.
La ganancia de punto en prensa se origina en el exceso de presión de los rodillos dadores de tinta hacia la placa, demasiada presión de mantilla con el cilindro impresor o demasiada tinta en el impreso.

### Impresión digital
Existen diversos factores: entre ellos la viscosidad de la tinta y su capacidad de anclarse en el sustrato y su posterior secado. La ganancia de punto varía también en función del tipo de papel: si este no es recubierto tal como un papel bond o papel periódico, presentará la mayor ganancia de punto.

## Soluciones

### Impresión offset
La primera medida es utilizar placas o planchas CTP;  de esta manera se reducirá al mínimo la ganancia de punto en la preprensa. Una vez montada la placa en la impresora offset, esta debe tener un mantenimiento regular y preciso, para reducir la ganancia.
Escoger la lineatura correcta además asegurará que no haya ganancia por este concepto. Aunque escoger la lineatura depende de las expectativas de calidad del trabajo, las lineaturas más usadas de acuerdo al tipo de material son:
- 96 lpi para papel periódico y corrugados
- 133 lpi para materiales porosos como papel bond, texturizados y reversos sin recubrir
- 150-175 lpi para materiales recubiertos como Couché, Cartulinas esmaltadas, Propalcote, etc.
- +200 lpi para materiales recubiertos con un espesor superior a 0.50 mm

### Impresión digital
Para prevenir esta ganancia, es necesario escoger correctamente el material de acuerdo a la calidad de impresión esperada. Por otro lado, inciden la calidad de la impresora, el estado de los cabezales de impresión y el estado de la tinta, que pudo haber pasado su fecha de expiración o estado expuesta a altas o bajas temperaturas.
- Datos: Q1607146